# David Kato
David Kato Kisule (13 de febrero de 1964 - 26 de enero de 2011) fue un activista LGBT de Uganda, donde la homosexualidad está penada con la cárcel.

## Biografía
David Kato Kisule tenía un hermano gemelo mayor, John Mulumba Wasswa, que según la tradición baganda lleva el nombre Wasswa por ser el primer nacido, Kato es el nombre del segundo.
De 1981 a 1987, Kato estudió la educación secundaria en el King's College Budo, en el distrito de Wakiso, cerca de Kampala. Seguidamente estudió en el Institute of Teacher Education Kyambogo de 1987 a 1989, recibiendo una diplomatura en educación.

## Activismo LGBT
Trabajaba en Sexual Minorities Uganda (SMUG), una organización ugandesa para la defensa de los derechos LGBT, como encargado de labores de apoyo y defensa. Kato trabajaba para evitar la aprobación de una ley que condenaría la homosexualidad con pena de muerte, promocionada por el diputado David Bahati.
Kato habló sobre el proyecto de ley antihomosexual de Uganda en una conferencia organizada por la ONU en diciembre de 2009. Sus palabras a penas fueron audibles porque estaba nervioso; comunicados de la embajada de EE. UU. revelan que activistas de los Derechos Humanos ugandeses y partidarios del proyecto de ley antihomosexual se burlaron de Kato en voz alta durante la presentación. El informe diplomático, que fue expuesto a través de Wikileaks, comentaba que los problemas políticos y económicos de Uganda se estaban canalizando hacia un «odio violento» hacia los homosexuales, y que David Bahati, Martin Ssempra y James Buturo eran los principales responsables de promocionar la ola de intolerancia. El diplomático además afirmó que, incluso si el proyecto no se aprueba en el parlamento de Uganda, «la homofobia rampante en Uganda no desaparecerá».
Kato estaba entre las 100 personas cuyos nombres y fotografías fueron publicados por el tabloide ugandés Rolling Stone (no confundir con la revista musical Rolling Stone) en un artículo que llamaba a la ejecución de homosexuales. Kato y otros dos miembros de SMUG que aparecieron en el artículo, Kasha Jacqueline Nabagesera y Onziema Patience, denunciaron al periódico para forzarlo a dejar de publicar datos personales de personas que el periódico creía que son gays o lesbianas. La petición fue concedida el 2 de noviembre de 2010, en una resolución que prohibía efectivamente la publicación del periódico Rolling Stone. El 3 de enero de 2011, el juez del Tribunal Supremo V.F. Kibuuka Musoke, dictaminó que Rolling Stone había violado los derechos civiles de Kato y otros homosexuales cuando publicó sus fotos. La corte ordenó que el periódico pagase a Kato y a los otros denunciantes $1.5 millones de chelines por persona.

## Asesinato
El 26 de enero de 2011, Kato fue atacado en su casa en Kampala por al menos un hombre que le golpeó dos veces en la cabeza con un martillo antes de huir a pie. Kato falleció de camino al hospital de Kawolo. Un portavoz de la policía culpó del asesinato a ladrones que presuntamente han asesinado por lo menos a 10 personas en el área en los últimos dos meses El asesinato fue lamentado por Human Rights Watch, a lo que la principal investigadora de África del grupo añadió que «la muerte de David Kato es un pérdida trágica para la comunidad de los Derechos Humanos». Amnistía Internacional y otros grupos de defensa de los derechos LGBT se unieron a la condena del asesinato. También el presidente de Estados Unidos,  Barack Obama, Hillary Clinton y la Unión Europea se unieron a la condena del asesinato.
Durante su entierro hubo un tumulto, cuando el pastor evangélico que estaba realizando la misa condenó a los homosexuales y a Kato. Posteriormente los habitantes del pueblo se negaron a enterrar el cadáver, que tuvo que ser llevado a la tumba y enterrado por sus amigos.
El asesino confeso de Kato, Sydney Nsubuga, también conocido como Enock, fue condenado en noviembre de 2011 a 30 años de prisión.

## Documental
Existe una película documental sobre su labor activista y su muerte titulada Call me kuchu realizada por las cineastas estadounidenses Katherine Fairfax Wright y Malika Zouhali-Worrall. En ella, él mismo es entrevistado, junto a activistas LGTB, su madre y varias de las personas contra las que se enfrentó en los juzgados.